# Bataille d'Atlixco
Expédition du Mexique
Batailles
- Fortín
- Las Cumbres
- 1er Puebla
- Barranca Seca
- Cerro del Borrego
- Tampico
- 2e Puebla
- Atlixco
- San Pablo del Monte
- San Lorenzo
- Totoapan
- Morelia
- Campeche
- Veranos
- Tacámbaro
- La Loma
- Parral
- Chihuahua
- Álamos
- Ixmiquilpan
- Bagdad
- Camargo
- Miahuatlán
- Carbonera
- Guayabo
- Villa de Álvarez
- San Jacinto
- Querétaro

La bataille d'Atlixco a lieu le 14 avril 1863 lors de l'expédition du Mexique.

## Déroulement
Le 14 avril 1863, lors du siège de Puebla, un détachement de 1 500 soldats français et mexicains est envoyé à Atlixco afin de couvrir le ravitaillement des assiégeants. Le détachement est sous les ordres du colonel Brincourt et est composé côté français de 500 zouaves, 260 chasseurs d'Afrique et côté mexicain de 500 fantassins et 200 cavaliers.
Deux colonnes républicaines font alors mouvement contre les Français. La première est commandée par le général Carbajal et forte de huit escadrons arrive par la route d'Axocopan. La seconde, constituée d'hommes à pied et à cheval, et sous les ordres du général Etchegaray, arrive par San Juan Tianguismanalco. 
La cavalerie franco-mexicaine parvient à surprendre les cavaliers de Carbajal en les attaquant sur leur flanc droit. Les républicains battent en retraite et se rallient sous la protection de deux bataillons d'infanterie arrivés en secours. Mais ces derniers se retrouvent ensuite sous le feu de l'infanterie et de la cavalerie franco-mexicaine. Trois charges de cavalerie viennent finalement à bout des républicains qui sont mis en déroute. Puis, les forces d'Etchegaray sont attaquées avant d'avoir eu le temps de se déployer, et mises en fuite à leur tour. 
Les Mexicains républicains laissèrent environ 200 hommes dans le combats, dont le général Portfirio Garcia. Du côté des Français et des Mexicains réactionnaires, les pertes furent de trois chasseurs tués et neuf blessés pour les premiers et 17 cavaliers tués et 32 blessés pour les seconds.
Le 20 avril, les forces du colonel Brincourt peuvent regagner Puebla.